# Jakuter
Jakuter (ryska: Якуты: Jakuty, jakutiska: Сахалар: Sachalar, eller Sacha), är ett turkisk-tatariskt folk, huvudsakligen bosatt i republiken Sacha (Jakutien) i östra Sibirien i Ryssland. Jakutiska tillhör den sibiriska grenen av de turkiska språken.

## Historia
Jakuterna tros härstamma från kurykanerna (ryska: Курыканы: Kurykany, jakutiska: Курыкааннар: Kurykaannar), kända från kinesiska skrifter och arkeologiska fynd vid stränderna av Bajkalsjön i södra Sibirien. Kurykanerna, vars kultur är daterad till 500–900-talet, utsattes för en viss mongolisk inblandning innan de på 600-talet migrerade från floden Jenisej till området runt Bajkalsjön och ön Olchon (som ligger i Bajkalsjön). De flesta sovjetiska forskare i början av 1900-talet ansåg att de sedan, under 900–1200-talen, undanträngda av burjater och ryssar, migrerade i flera vågor från Bajkalregionen och längre söderut från utkanten av Kazakisk-Kirghiz-området, upp längs floden Lena och dess bifloder, där de assimilerades med ursprungsfolket evenker (tunguser). Namnet jakut är en rysk anpassning av det tungusiska namnet för detta folk. Jakuterna kallar sig själva för Sacha, ett namn som härstammar från kurykanerna.

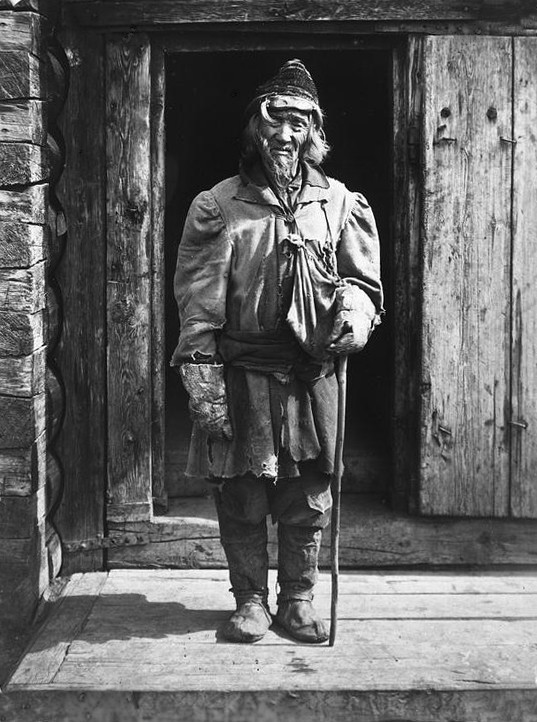
Äldre jakut, tidigt 1900-tal.

Huvudstaden i Jakutien, Jakutsk, grundades 1632 som ett fort av ryska kosacker, men växte inte till stad förrän det under 1880- och 1890-talen uppdagades stora mängder guld och andra mineraler i närheten. Ryssarna såg området som en bra plats att förvisa fångar till, med tanke på dess avlägsenhet. De tidigaste beviset på denna förvisning är från 1640, men först i början av 1800-talet anlände fångar mer av politiska skäl. Fångarna byggde t.ex. fabriker, sjukhus, lärde ut att skriva och läsa och publicerade böcker. Jakuterna i sin tur lärde dessa människor hur man överlever den kalla vintern. Ryska bosättare flyttade inte till Jakutien förrän i slutet av 1700-talet.
Jakutien sträcker sig från Ishavet i norr till tajgan i Sibirien i söder. Det är ett enormt område om 3,103,200 kvadratkilometer, motsvarande en tredjedel av Förenta Staternas eller sju gånger Sveriges yta. Om Jakutien vore en oberoende nation, skulle det vara det åttonde största landet i världen. Klimatet är vintertid extremt kallt i norr men under de korta sommarmånaderna kan det bli relativt varmt.
1922 bildades Jakutiska ASSR, Jakutiska autonoma socialistiska rådsrepubliken, en självstyrande region som 1992 fick namnet "Republiken Sacha" och merparterna av jakuterna bor där (466,492 personer enligt 2010 års ryska folkräkning, eller 49,9 procent av republikens totala befolkning). Övriga finns på andra håll i Ryssland, bland annat i Amur, på Sachalin, i Magadan, samt i Krasnojarsk. Därtill finns det jakuter i USA, Kanada, Kina, Kazakstan och Ukraina. Från 1930-talet har Jakutien industrialiserats. Där finns forskningsinstitut sedan 1935, universitet sedan 1956 och många museer.

Republiken Sacha (Jakutien).

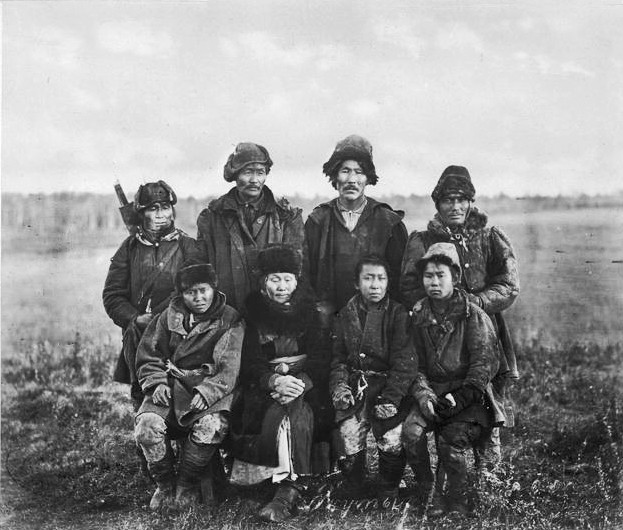
Jakuter från republiken Sacha, tidigt 1900-tal.

1939.51.0001. Kvinnorock av läder med applikationer och infällningar av olikfärgat läder samt blått bomullstyg, ur Etnografiska museets samlingar.

## Försörjning
Traditionellt sett har jakuterna levt på häst- och koskötsel, där männen tagit hand om hästarna och kvinnorna om korna. Dessutom har de jagat och fiskat samt från 1700-talet bedrivit jordbruk, främst kornodling. De var även skickliga smeder och smidesarbetena var en handelsvara. Jakuterna längst i norr, nordjakuterna, var jägare, fiskare och renskötare.

## Språk
Det egna språket jakutiska (jakutiska: Саха тыла: Sacha tyla) är det allmänna samtalsspråket från Jakutsk till Ochotsk, från Ishavet till kinesiska gränsen. Det är ett turkiskt språk som har påverkats starkt av gamla mongoliska, evenkiska, tungusiska och jenisejska språk. På grund av påverkan från många andra språk förstås det inte av andra turkisktalande folk. Det enda närbesläktade språket är dolganska, som talas av dolganfolket på Tajmyrhalvön och som vissa påstår vara en dialekt av jakutiska. Det nuvarande alfabetet, som är en modifierad variant av det kyrilliska alfabetet, utvecklades i slutet av 1930-talet. 80–90 procent av jakuterna talar sitt modersmål. Vissa ryssar i Jakutien och andra minoritetsfolk talar också jakutiska. Även om de flesta jakuter talar sitt eget språk, används ryska också i stor utsträckning. Jakutiska är ett av få infödda språk i Sibirien som inte minskar i omfattning.
Jakuterna hade redan i början av 1900-talet tidningar och litteratur på det egna språket och under hela 1900-talet många författare, konstnärer och vetenskapsmän. I Jakutsk upprättades även en opera, där det jakutiska språket uteslutande användes.
Jakuterna har, förutom vardagsspråket, ett särskilt språk för sagor. Medan man i början av 1900-talet i dagligt bruk använde omkring 4,000 ord, innehöll sagospråket ej mindre än omkring 12,000 ord. "Sagospråket sjunger", enligt jakuterna. Här är några jakutiska aforismer från boken "Shamanismen i norra Asien" från 1912:
- “En flicka kan lika litet låtit bli att sjunga, som shamanen att shamanera. Shamanen betalar för sin förmåga med hälsan, vi sångare för vår med lyckan"
- “En god sångare har alltid sång i sin själ. Han behöfver blott öppna munnen, och genast flyger den, oöfvervinligt, ut i världen! Om man icke sjunger, förvirras tankarna, pressas bröstet samman... En god sångare sjunger äfven ensam. Därför lyckas sällan något annat för honom, och han blir olycklig"
- "Sången dödar, och sången ger lif"

## Religion
Jakuternas ursprungliga religiösa tro var animism och schamanism. Den senare är nu erkänd som officiell religion i Jakutien. Det är en blandning av turkisk, mongolisk och tungusisk tro på det övernaturliga. Enligt den finns det andar i hus, berg, träd och skogar. Även i vattnet och i djur. Den starkaste anden lever i björnar, ugglor och korpar. Förr i tiden kunde både män och kvinnor vara shamaner, men kvinnor ansågs vara mer kraftfulla. På grund av historiska faktorer och dess påverkan från den ryska diasporan har de flesta jakuter förlorat sin tro på shamanism eller konverterat till ortodox kristendom. Under revolutionsrörelsen i Ryssland efter det rysk-japanska krigets slut 1905 återgick dock ett stort antal "kristnade" jakuter till sin gamla religion, schamanismen.
I gångna tider var det vanligt bland jakuterna att klä sina avlidna i högtidsdräkt, lägga dem i bilerik (det heliga hörnet till vänster längst in i jurtan eller tältet) och sedan för alltid lämna bostaden, ett begravningssätt som någon gång ännu förekom i början av 1900-talet.